# Gregori Maria Sunyol i Baulenas
Gregori Maria Sunyol i Baulenas   (Barcelona, 7 de setembre de 1879 - Roma, 26 d'octubre de 1946), OSB, fou un religiós i musicòleg català que aconseguí un gran prestigi internacional en el camp del cant gregorià.

## Biografia
Va néixer al carrer de Fontanella, 4 de Barcelona, fill de Francesc Suñol i Almirall i de Matilde Baulenas i Vinyals, ambdós de Barcelona.
Formà part de l'Escolania de Montserrat i hi professà com a monjo el 1900, amb el nom de Gregori Maria. S'especialitzà en cant gregorià i feu estudis, entre d'altres, a Solesmes on fou deixeble de dom Joseph Pothier. A l'Abadia de Montserrat, fou director del cor gregorià (1907-1928) i prior del monestir (1917-1928). Després va ser nomenat l'any 1931 director de l'Escola de Música Sacra de Milà on treballà en la restauració del cant ambrosià, el 1938 passà a Roma on fou nomenat president del Pontificio Istituto di Musica Sacra. També fou abat de Santa Cecília de Montserrat (1942) i director de la Revista Vida Cristiana, substituint en el càrrec a Romuald Simó i Costa.
Fou nomenat membre corresponent de la Secció Històric-Arqueològica de l'Institut d'Estudis Catalans el 1945.
Morí a Roma a conseqüència d'un ictus.

## Obres
Per al ritu ambrosià, va publicar 
- Exultet (1934)
- Antiphonale missarum (1935)
- Missa pro defunctis (1935)
- Liber vesperalis[5] (1939)

Va publicar també altres obres sobre el cant gregorià:
- Método completo de canto gregoriano según la escuela de Solesmes (obra traduïda també al francès Méthode complète de chant grégorien d'après les principes de l'école de Solesmes. 6è édition. Traduction et préface par D. Maur Sablayrolles, París 1927, així com a l'anglès Text book of Gregorian chant according to the Solesmes method 1939, i a l'alemany Gregorianischer Choral nach der Schule von Solesmes 1932)
- Introducció a la paleografia musical gregoriana (1925) (obra traduïda també al francès Introduction à la paléographie musicale grégorienne. Préface de Dom André Mocquereau, París, 1935)